# John Brunner
John Kilian Houston Brunner (Preston Crowmarsh (Oxfordshire), 24 september 1934 - Glasgow (Schotland), 26 augustus 1995) was een Brits schrijver van sciencefiction romans en korte verhalen.
Hij werd geboren in Preston Crowmarsh in Oxfordshire. Op 17-jarige leeftijd schreef hij zijn eerste roman Galactic Storm onder het pseudoniem Gill Hunt, maar werd pas zeven jaar later professioneel schrijver. Hij was officier in de Royal Air Force van 1953 tot 1955 en trouwde met Marjorie Rosamond Sauer op 12 juli 1958.
Samen met zijn vrouw protesteerde hij tegen nucleaire bewapening in de Campaign for Nuclear Disarmament en was actief in de beweging tegen nucleaire testen. 
In eerste instantie schreef Brunner conventionele space opera, later ontwikkelde hij een meer eigen stijl. In 1969 won hij de Hugo Award met zijn klassieker Stand on Zanzibar, een dystopie met overbevolking als belangrijkste thema.  Met dat boek won Brunner ook de BSFA Award (prijs van de Britse SF Associatie) in 1970, een prijs die hij een jaar later ook kreeg voor de roman The Jagged Orbit.
In het zeer bekende The Shockwave Rider uit 1975 gebruikte Brunner als eerste de term worm voor kwaadaardige software.
Hij gebruikte de synoniemen: K. H. Brunner, Gill Hunt, John Loxmith, Trevor Staines, and Keith Woodcott.
Zijn gezondheid ging achteruit gedurende de jaren 80, wat werd verergerd door de dood van zijn vrouw in 1980. Hij trouwde in 1991 met Li Yi Tan. Brunner stierf aan een beroerte in Glasgow te Schotland tijdens een bezoek aan de World Science Fiction Convention die daar werd gehouden.

## Gedeeltelijke bibliografie
Interstellar Empire
- Galactic Storm (1951 als Gill Hunt)
- The Man from the Big Dark (1958)
- The Space-Time Juggler (1963)
- The Altar on Asconel (1965 - nl:Het altaar op Asconel)

Romans
- Times without Number (1962 - nl:Het rijk van de tijd)
- Telepathist (1964 - ook gepubliceerd als The Whole Man nl:De telepaat)
- The Long Result (1965 - nl:Weg met de wereld)
- The Squares of the City (1966 - nl:De stad is een schaakbord)
- The Productions of Time (1966 - nl:Een open doekje voor Delgado)
- Bedlam Planet (1968 - nl:De vruchten van de waanzin)
- Catch a Falling Star (1968 - nl:Paria's van het paradijs)
- Stand on Zanzibar (1968 - nl:Iedereen op Zanzibar)
- The Jagged Orbit (1969)
- The Traveller in Black (1971 - nl:Reiziger in de chaos)
- Entry to Elsewhen (1972 - nl:De Plaag)
- The Sheep Look Up (1972 - nl:Doem wereld)
- The Stone That Never Came Down (1973)
- Total Eclipse (1974 - nl:Voorland)
- Polymath (1974 - nl:De planetenbouwers)
- The Shockwave Rider (1975)